# Žehuň
Žehuň település Csehországban, a Kolíni járásban. Žehuň Kněžičky, Lovčice, Polní Chrčice, Choťovice, Hradčany és Dobšice településekkel határos. Lakosainak száma 449 fő (2024. január 1.).

## Népesség
A település lakosságának változását az alábbi diagram mutatja:
| Lakosok száma | 761  | 891  | 936  | 683  | 523  | 438  | 444  | 445  | 442  | 449  |
|               | 1869 | 1890 | 1921 | 1950 | 1980 | 2001 | 2017 | 2019 | 2022 | 2024 |